# Pot

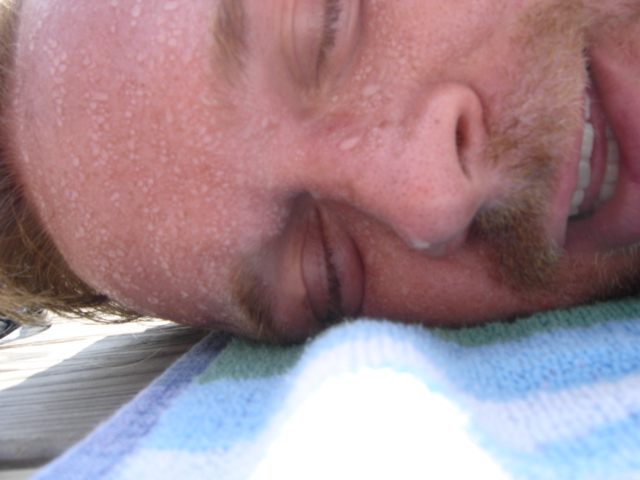
Pot na tváři a čele

Pot (odborně sudor, hidros) je vodnatý výměšek apokrinních a ekrinních potních žláz. Oba dva typy žláz vytvářejí odlišný typ potu s odlišnou funkcí. Hlavní složkou potu je vždy voda.
Pocení se odborně označuje jako hidróza (hidrosis), diaforéza, sudatio, perspiratio nebo transpiratio.
Ekrinní žlázy fungují už od útlého věku a jejich sekret pomáhá v případě nutnosti ochlazovat povrch kůže a tím i celý organismus. Pot, který tvoří, obsahuje kromě vody také různé množství iontů (sodík, hořčík, draslík, chlór), přesné složení je přísně individuální. Ztráty solutů potem znamenají nutnost doplňování nejen vody, ale i minerálů, zvláště při silném pocení při těžké práci, sportovních výkonech nebo při horečce.
Apokrinní žlázy se u člověka nacházejí převážně v podpaží, v tříslech a kolem bradavek. Aktivní se stanou až během puberty. Pot z těchto žláz obsahuje bílkoviny a tuky, které jsou živnou půdou pro bakterie žijící přirozeně na povrchu kůže. Rozkladem těchto složek vznikají aromatické látky, které jsou příčinou tělesného pachu, jenž může být vnímán jako nepříjemný (tedy jako zápach).

## Druhy potu
|             | ekrinní žlázy                        | apokrinní žlázy                   |
| ----------- | ------------------------------------ | --------------------------------- |
| funkce      | termoregulační, vylučovací           | „pachové“ žlázy                   |
| konzistence | vodnatá                              | lepkavá                           |
| barva       | čirá                                 | mléčně bílá                       |
| složení     | voda + soli, stopové prvky, močovina | voda + tuky a bílkoviny, feromony |